# Harold Bartlett
Harold Terry Bartlett (ur. 26 lipca 1887 w Old Lyme, zm. 14 września 1955 w Oak Knoll) – amerykański strzelec, olimpijczyk.
Ukończył US Naval Academy. Uzyskał uprawnienia lotnika w bazie Naval Air Station Pensacola w 1915 roku. W 1917 roku przydzielony do brytyjskich i francuskich sił powietrznych. W 1918 roku znalazł się w grupie, która u wybrzeży Belgii bombardowała niemieckie U-booty. Za swoje zasługi w czasie I wojny światowej wyróżniono go Krzyżem Marynarki Wojennej i przydzielono do Biura Operacji Morskich. Według historyka lotnictwa Thomasa Wildenberga, Bartlett był pionierem amerykańskiego lotnictwa i stał na czele jego rozwoju.
Bartlett wystąpił na Letnich Igrzyskach Olimpijskich 1912 w trzech konkurencjach. Najwyższą pozycję osiągnął w karabinie wojskowym w trzech postawach z 300 m, w którym uplasował się na 9. miejscu (wśród Amerykanów lepszy od niego był jedynie Carl Osburn). 

## Wyniki

### Igrzyska olimpijskie
| Igrzyska | Konkurencja                              | Wynik                  | Miejsce | Źródło |
| -------- | ---------------------------------------- | ---------------------- | ------- | ------ |
| IO 1912  | Karabin dowolny, trzy postawy, 300 m     | 884 pkt. (353–293–238) | 36      | [ 1 ]  |
| IO 1912  | Karabin wojskowy, trzy postawy, 300 m    | 90 pkt. (45–45)        | 9       | [ 2 ]  |
| IO 1912  | Karabin wojskowy, dowolna postawa, 600 m | 83 pkt.                | 19      | [ 3 ]  |